# Stjepan Miletić

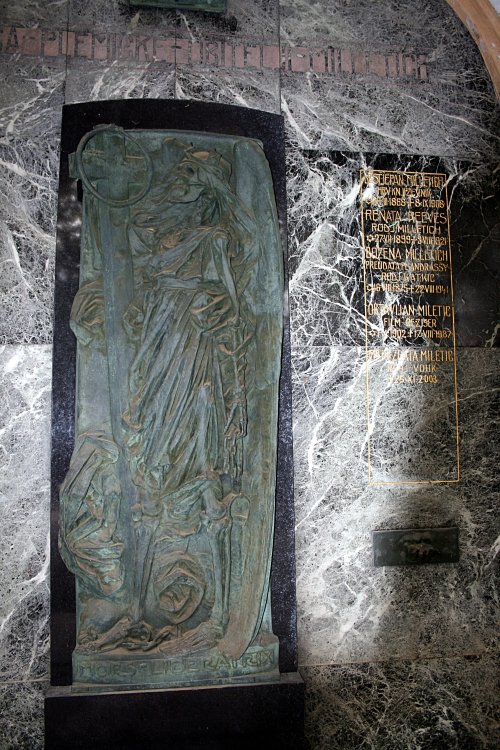
Stjepan Miletićs familjegrav på Mirogojkyrkogården i Zagreb.

Stjepan Miletić, född 24 mars 1868 i Zagreb, död 8 september 1908 i München, var en kroatisk författare och teaterledare.
Miletić var chef för kungliga kroatiska teatern i Zagreb 1893–98 och författade på kroatiska bland annat dikterna Ur graven (1889), lustspelet Diogenes (1887), skådespelet Greve Paksjus (1891), tragedin Boleslav (1883), dramat Kung Tomislav (1903), Kroatiska teatern (1904), George Gordon Byrons "Manfred" i kroatisk översättning 1893 och på tyska, Die ästhetische Form des abschliessenden Ausgleiches in den Shakespearischen Dramen (andra upplagan 1893).